# بني مكادة
بني مكادة (بالأمازيغية: ⴱⵏⵉ ⵎⴽⴰⴷⴰ) هي إحدى المقاطعات الأربع التي تشكل مدينة طنجة وتقع بعمالة طنجة أصيلة، جهة طنجة تطوان الحسيمة شمال المملكة المغربية. تضم المقاطعة 386,191 نسمة حسب إحصاء سنة 2014 وتبلغ مساحتها 19.5 كيلومتر مربع. تحدها من الشمال كل من مقاطعة الشرف السواني ومقاطعة الشرف مغوغة ومن الغرب مقاطعة طنجة المدينة بينما تحدها قرية العوامة من الجنوب وإقليم الفحص أنجرة من الشرق. تأسست المقاطعة بتاريخ 03 أكتوبر 2002 بناءاً على الظهير رقم 1.02.297.

## التسمية
يعود أصل تسمية بني مكادة إلى قبيلة بني مكّود، إحدى قبائل هوارة الذين استقروا بمدينتي فاس وتازة. وقد استوطنت القبيلة منطقة بني مكادة في أواخر القرن 17 أثناء حكم السلطان إسماعيل بن مولاي علي الشريف.

## الأحياء والمناطق
تضم مقاطعة بني مكادة العديد من المناطق وهي:
بني مكادة، أرض بوحساين،بوحوت، الشهداء، الجيراري، الزاودية، طريق الرباط، العوامة الغربية، كوليخيو انترنادو، المجد، بئر أحرشون، دوريلا، ظهر الحمام، ايبور، الزموري، السلمية، الرقايع، السعادة، الزهارة، المجد الصناعية، دشر ابن ديبان، حي عبد اللطيف، بئر الشفاء، برواقة، الشاط، الوادي، فلورنسيا، حبيبة، الحاج المختار، الكوشة، العشيري، الحبوس، النصر، الروداني، الوردة، الحسنية، بني ورياگل، المرس، سيدي ادريس، القنطرة، الحرارين، حومة الحداد، بني سعيد، أشناد، مرس أشناد، البركة، حومة الشوك، تجزئة الخير، بولولو، بني توزين، القوادس، المصورية، ابن تاويت، تجزئة أمينة، جبالة، بوسيجور، أنس بن مالك، الجامع، ظهر أحجام، العيون، المرابط، بئر الغازي، الهناء، الزويتينة، ظهر القنفذ، الزيتونة، بدار، الإنعاش، الپويير، بوربعات، السانية، الكورزيانة، سيدي بو حاجة، القصيبات، العودة، تجزئة الأندلس.
معظم هذه الأحياء عبارة عن أحياء شعبية جد مكتظة، تعد قبلة اليد العاملة المهاجرة إلى طنجة، لكن تتخللها بعض المناطق المتوسطة والراقية، و تحتوي المقاطعة على واحدة من كبرى المناطق الصناعية في المدينة وهي منطقة المجد.